# Джонсон, Рэй
Рэй Джонсон (англ. Ray Johnson, полное имя Raymond Edward Johnson; 1927—1995) — американский художник и издатель.
Критиками описан как «Самый известный неизвестный художник Нью-Йорка» («New York’s most famous unknown artist»).

## Жизнь и творчество
Родился 16 октября 1927 года в Детройте.
Рос в рабочем районе, учился в школе Cass Technical High School, где изучал рекламное искусство. Также брал еженедельные уроки в Детройтском институте искусств и проводил летние каникулы, занимаясь рисованием в школе Ox-Bow School города Saugatuck, штат Мичиган, при Институте искусств Чикаго. Также учился в колледже Black Mountain College (BMC) в Северной Каролине, одновременно проведя весенний семестр 1946 года в Лиге студентов-художников Нью-Йорка. По совету Джозефа Альберса остался учиться в BMC, где в число приглашенных преподавателей входили Джон Кейдж, Мерс Каннингем, Виллем де Кунинг, Бакминстер Фуллер и Ричард Липпольд. Джонсон принял участие в «The Ruse of Medusa» — кульминационной части фестиваля Cunningham’s Satie Festival с участием выше указанных персоналий, а также Рут Асавы, Артура Пенна и других. В документальном фильме How to Draw a Bunny Ричард Липпольд деликатно признается в любовной интриге с Джонсоном на протяжении многих лет, которая началась именно в Black Mountain College.
Вместе с Липпольдом Джонсон в начале 1949 года переехал в Нью-Йорк, воссоединившись с Кейджем и Каннингемом и подружившись через несколько лет с Робертом Раушенбергом, Джаспером Джонсом, Саем Твомбли, Эдом Рейнхардтом, Стэном Вандербеком, Норманом Соломоном, Люси Липпард, Соней Секула, Кэролин и Эрлом Браун, Джудит Малиной, Дианой Ди Прима, Джулианом Беком, Реми Чарлипом, Джеймсом Уорингом и многими другими представителями искусства.
С американскими художниками-абстракционистами Джонсон создавал геометрические абстракции, которые, в частности, отражали влияние Альберса. Но к 1953 году он повернулся с сторону коллажа и оставил художников-абстракционистов. Он начал создавать небольшие, неправильной формы работы, включающие фрагменты популярной культуры, в частности логотип Lucky Strike и изображения в фанатских журналах таких звезд, как Элвис Пресли, Джеймс Дин, Мэрилин Монро и Ширли Темпл. Летом 1955 года он придумал термин для своих маленьких коллажей — «moticos». Джонсон начал рассылать коллажи друзьям и незнакомым людям задавая им вопрос: «Что такое Moticos?». Подруга Джонсона — искусствовед Сьюзи Габлик, познакомила его с фотографом Элизабет Новик (Elisabeth Novick), чтобы оформить инсталляцию по мотивам многих работ художника осенью 1955 года.

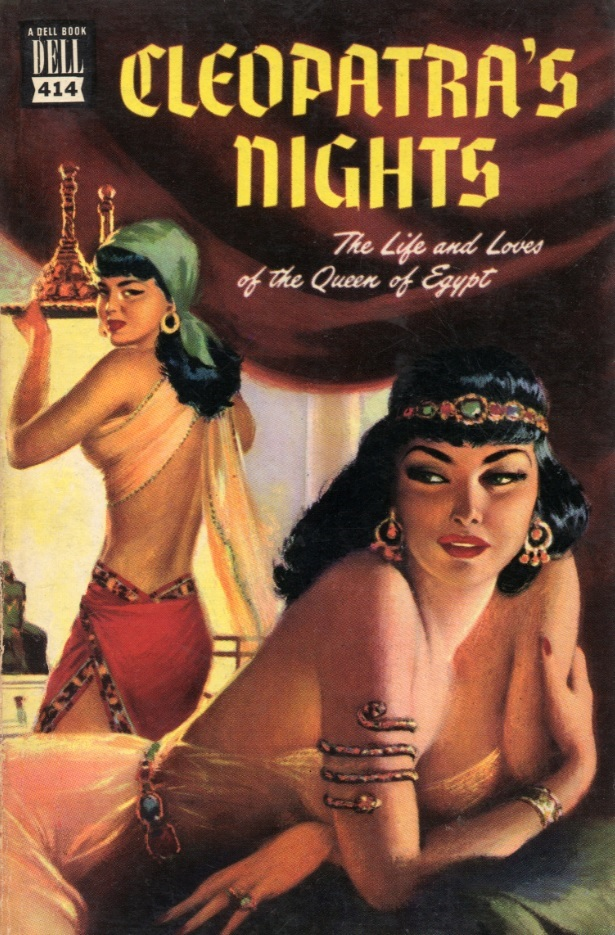
Обложка книги Аллана Барнарда с иллюстрацией Рэя Джонсона.

На неполном рабочем дне Рэй Джонсон работал в книжном магазине Orientalia в Нижнем Ист-Сайде, когда начал углубляться в философию дзен и использовать её в своей работе. Этот интерес все больше и больше проявлялся в его коллажах, перфомансах и почтовом искусстве. Некоторое время он проработал в качестве графического дизайнера. В 1956 году он встретил Энди Уорхола и вместе с ним разработал несколько обложек книг для New Directions и других издательств. Серию причудливых листовок, рекламирующих его дизайнерские услуги, он начал рассылать по почте. Они были методом самиздата опубликованы в 1956—1957 годах в двух книгах — «BOO/K/OF/THE/MO/NTH» и «P/EEK/A/BOO/K/OFTHE/WEE/K» тиражом в 500 экземпляров. В период с 1957 по 1963 год Джонсон участвовал в ряде мероприятий по исполнительскому искусству — в своих собственных коротких пьесах («Funeral Music for Elvis Presley» и «Lecture on Modern Music») и других авторов — Джеймса Уоринга (James Waring) и Сьюзан Кауфман (Susan Kaufman), а также в своих собственных композициях в исполнении его коллег из «Живого театра» и во время фестиваля Fluxus Yam Festival (1963 год).
Джонсон создал 12 известных несвязанных страниц своей загадочной книги «BOOK ABOUT DEATH» в 1963—1965 годах. В 1965 году издательство Something Else Press опубликовало его книгу «The Paper Snake» в 1965 году, которая в 2014 году была переиздана издательством Siglio Press. Далее последовала цепь трагических событий: 3 июня 1968 года Валери Соланас стреляла в Энди Уорхола, а Рэя Джонсона ограбили, угрожая ножом; два дня спустя был убит Роберт Кеннеди. Сильно потрясенный, художник переехал в Глен-Коув на Лонг-Айленде и купил там себе дом в долине Locust Valley, где жил Ричард Липполд со своей семьёй. Он продолжил жить в отшельничестве в месте, названным им самим «small white farmhouse with a Joseph Cornell attic». При этом он дважды отметился в серии «Art in Process».
С середины 1960-х в течение следующего десятилетия работы Джонсона были показаны в галерее Willard Gallery в Нью-Йорке и в галереях Feigen Gallery в Нью-Йорке и Чикаго, а также галеристами Анжелой Флауэрс (Angela Flowers) в Лондоне и Артуро Шварцем (Arturo Schwarz) в Милане. В 1976 году Джонсон начал свой «силуэтный проект», создав около 200 профилей личных друзей, художников и знаменитостей, которые стали основой многих его более поздних коллажей. В числе этих людей были Чак Клоуз, Энди Уорхол, Уильям Берроуз, Эдвард Олби, Луиза Невельсон, Ларри Риверс, Линда Бенглис, Нам Джун Пайк, Дэвид Хокни, Дэвид Боуи, Christo, Питер Худжар, Рой Лихтенштейн, Палома Пикассо, Джеймс Розенквист, Ричард Фейген (Richard Feigen) и другие.
В течение 1980-х годов Джонсон преднамеренно отошёл от контактов, поддерживая личные связи посредством традиционной почты и телефона, чтобы физически не встречаться с людьми. В 1981 году он возобновил личную переписку с библиотекарем и специалистом по литературе на художественную тематику Клайвом Филпотом. Только несколько близких человек были допущены в его дом в Locust Valley. В конце концов Рэй Джонсон прекратил выставлять или продавать свои работы в коммерческих целях. Его андерграундная жизнь иногда проявляла себя в виде сложных коллажных работ, такими как «Untitled (Seven Black Feet with Eyelashes)».
Художник окончил жизнь самоубийством 13 января 1995 года в штате Нью-Йорк — свидетели видели, как он прыгал с моста в Саг-Харборе на востоке Лонг-Айленда и упал в море. Его тело нашли на берегу на следующий день. Причины самоубийства неизвестны. Художник не оставил завещания, и теперь его имуществом управляет Адлер Битти (Adler Beatty).

## В культуре
- После его самоубийства кинематографисты Эндрю Мур[англ.] и Джон Уолтер (John Walter)[13] провели шесть лет, исследуя тайны жизни и искусства Джонсона, что привело к созданию отмеченного наградами документального фильма «How to Draw a Bunny», выпущенного в 2002 году.
- Британская рок-группа Manic Street Preachers записала песню о Рэе Джонсоне с названием «Locust Valley.»
- Песня Джона Кейла «Hey Ray» из альбома «Extra Playful» 2011 года рассказывает о встречах музыканта с Джонсоном в Нью-Йорке в 1960-х годах.
- Альбом Public Strain канадской рок-группы «Women[англ.]» 2010 года включает в себя две песни, в которых упоминается Джонсон. Их же альбом Women 2008 года включал песню под названием Sag Harbor Bridge, в которой упоминается место смерти Рэя Джонсона.